# Кевін Динін
Кевін Динін (англ. Kevin Dineen, нар. 28 жовтня 1963, Квебек) — колишній канадський хокеїст, що грав на позиції крайнього нападника. Грав за збірну команду Канади. Згодом — хокейний тренер.
Провів понад тисячу матчів у Національній хокейній лізі. 

## Ігрова кар'єра
Хокейну кар'єру розпочав 1981 року.
1982 року був обраний на драфті НХЛ під 56-м загальним номером командою «Гартфорд Вейлерс». 
Протягом професійної клубної ігрової кар'єри, що тривала 19 років, захищав кольори команд «Гартфорд Вейлерс», «Філадельфія Флаєрс», «Кароліна Гаррікейнс», «Оттава Сенаторс» та «Колумбус Блю-Джекетс».
Загалом провів 1247 матчів у НХЛ, включаючи 59 ігор плей-оф Кубка Стенлі.
Виступав за збірну Канади.

## Тренерська робота
2011 року розпочав тренерську роботу в НХЛ. Працював з командою «Флорида Пантерс», з 2014 асистент головного тренера «Чикаго Блекгокс».
Був головним тренером жіночої національної збірної Канади на Олімпіаді в Сочі. У тому ж році очолював юніорську збірну Канади на чемпіонаті світу серед юніорів (третє місце). 

## Нагороди та досягнення
Як гравець
- Срібний призер чемпіонату світу 1985.
- Учасник матчу усіх зірок НХЛ — 1988, 1989.

Як тренер
- Олімпійський чемпіон, тренер жіночої збірної Канади — 2014.
- Бронзовий призер юніорського чемпіонату світу — 2014.

## Статистика
| Сезон        | Клуб                   | Ліга         | Регулярний сезон | Регулярний сезон | Регулярний сезон | Регулярний сезон | Регулярний сезон | Плей-оф | Плей-оф | Плей-оф | Плей-оф | Плей-оф |
| Сезон        | Клуб                   | Ліга         | І                | Г                | П                | О                | ШХ               | І       | Г       | П       | О       | ШХ      |
| ------------ | ---------------------- | ------------ | ---------------- | ---------------- | ---------------- | ---------------- | ---------------- | ------- | ------- | ------- | ------- | ------- |
| 1981–82      | Університет Денверу    | НКАА         | 38               | 12               | 22               | 34               | 105              | —       | —       | —       | —       | —       |
| 1982–83      | Університет Денверу    | НКАА         | 36               | 16               | 13               | 29               | 108              | —       | —       | —       | —       | —       |
| 1984–85      | «Бінгемтон Вейлерс»    | АХЛ          | 25               | 15               | 8                | 23               | 41               | —       | —       | —       | —       | —       |
| 1984–85      | «Гартфорд Вейлерс»     | НХЛ          | 57               | 25               | 16               | 41               | 120              | —       | —       | —       | —       | —       |
| 1985–86      | «Гартфорд Вейлерс»     | НХЛ          | 57               | 33               | 35               | 68               | 124              | 10      | 6       | 7       | 13      | 8       |
| 1986–87      | «Гартфорд Вейлерс»     | НХЛ          | 78               | 40               | 39               | 79               | 110              | 6       | 2       | 1       | 3       | 31      |
| 1987–88      | «Гартфорд Вейлерс»     | НХЛ          | 74               | 25               | 25               | 50               | 217              | 6       | 4       | 4       | 8       | 8       |
| 1988–89      | «Гартфорд Вейлерс»     | НХЛ          | 79               | 45               | 44               | 89               | 167              | 4       | 1       | 0       | 1       | 10      |
| 1989–90      | «Гартфорд Вейлерс»     | НХЛ          | 67               | 25               | 41               | 66               | 164              | 6       | 3       | 2       | 5       | 18      |
| 1990–91      | «Гартфорд Вейлерс»     | НХЛ          | 61               | 17               | 30               | 47               | 104              | 6       | 1       | 0       | 1       | 16      |
| 1991–92      | «Гартфорд Вейлерс»     | НХЛ          | 16               | 4                | 2                | 6                | 23               | —       | —       | —       | —       | —       |
| 1991–92      | «Філадельфія Флаєрс»   | НХЛ          | 64               | 26               | 30               | 56               | 130              | —       | —       | —       | —       | —       |
| 1992–93      | «Філадельфія Флаєрс»   | НХЛ          | 83               | 35               | 28               | 63               | 201              | —       | —       | —       | —       | —       |
| 1993–94      | «Філадельфія Флаєрс»   | НХЛ          | 71               | 19               | 23               | 42               | 113              | —       | —       | —       | —       | —       |
| 1994–95      | «Філадельфія Флаєрс»   | НХЛ          | 40               | 8                | 5                | 13               | 39               | 15      | 6       | 4       | 10      | 18      |
| 1994–95      | «Х'юстон Аерос»        | ІХЛ          | 17               | 6                | 4                | 10               | 42               | —       | —       | —       | —       | —       |
| 1995–96      | «Філадельфія Флаєрс»   | НХЛ          | 26               | 0                | 2                | 2                | 50               | —       | —       | —       | —       | —       |
| 1995–96      | «Гартфорд Вейлерс»     | НХЛ          | 20               | 2                | 7                | 9                | 67               | —       | —       | —       | —       | —       |
| 1996–97      | «Гартфорд Вейлерс»     | НХЛ          | 78               | 19               | 29               | 48               | 141              | —       | —       | —       | —       | —       |
| 1997–98      | «Кароліна Гаррікейнс»  | НХЛ          | 54               | 7                | 16               | 23               | 105              | —       | —       | —       | —       | —       |
| 1998–99      | «Кароліна Гаррікейнс»  | НХЛ          | 67               | 8                | 10               | 18               | 97               | 6       | 0       | 0       | 0       | 8       |
| 1999–00      | «Оттава Сенаторс»      | НХЛ          | 67               | 4                | 8                | 12               | 67               | —       | —       | —       | —       | —       |
| 2000–01      | «Колумбус Блю-Джекетс» | НХЛ          | 66               | 8                | 7                | 15               | 126              | —       | —       | —       | —       | —       |
| 2001–02      | «Колумбус Блю-Джекетс» | НХЛ          | 59               | 5                | 8                | 13               | 62               | —       | —       | —       | —       | —       |
| 2002–03      | «Колумбус Блю-Джекетс» | НХЛ          | 4                | 0                | 0                | 0                | 12               | —       | —       | —       | —       | —       |
| Усього в НХЛ | Усього в НХЛ           | Усього в НХЛ | 1188             | 355              | 405              | 760              | 2229             | 59      | 23      | 18      | 41      | 127     |

## Тренерська статистика
| Команда | Сезон   | Регулярний сезон | Регулярний сезон | Регулярний сезон | Регулярний сезон | Регулярний сезон | Регулярний сезон                  | Плей-оф | Плей-оф | Плей-оф                  | Плей-оф |
| Команда | Сезон   | І                | В                | П                | ОТ               | %В               | Результат                         | В       | П       | Результат                |         |
| ------- | ------- | ---------------- | ---------------- | ---------------- | ---------------- | ---------------- | --------------------------------- | ------- | ------- | ------------------------ | ------- |
| ФЛО     | 2011-12 | 82               | 38               | 26               | 18               | 94               | 1-е у Південно-східному дивізіоні | 3       | 4       | Поразка в першому раунді |         |
| ФЛО     | 2012-13 | 48               | 15               | 27               | 6                | 36               | 5-е у Південно-східному дивізіоні | -       | -       | не пройшли               |         |
| ФЛО     | 2013-14 | 16               | 3                | 9                | 4                | (10)             | 7-е в Атлантичному дивізіоні      | -       | -       | звільнений               |         |
| Усього  | Усього  | 146              | 56               | 62               | 28               | .474             | 1 перемога в Дивізіоні            | 3       | 4       | 0 Кубків Стенлі          |         |